# Кельно (Поморське воєводство)
Кельно (пол. Kielno) — село в Польщі, у гміні Шемуд Вейгеровського повіту Поморського воєводства.
Населення — 1493 особи (2011).
У 1975-1998 роках село належало до Гданського воєводства.

## Демографія
Демографічна структура станом на 31 березня 2011 року:
|          | Загалом | Допрацездатний вік | Працездатний вік | Постпрацездатний вік |
| -------- | ------- | ------------------ | ---------------- | -------------------- |
| Чоловіки | 781     | 223                | 513              | 45                   |
| Жінки    | 712     | 182                | 449              | 81                   |
| Разом    | 1493    | 405                | 962              | 126                  |